# Instytut Biochemii i Biofizyki Polskiej Akademii Nauk
Instytut Biochemii i Biofizyki Polskiej Akademii Nauk (IBB PAN) – jednostka naukowa Polskiej Akademii Nauk o statusie instytutu, z siedzibą w Warszawie. Prowadzi badania podstawowe w dziedzinie nauk biologicznych i chemicznych. Zakres badawczy obejmuje między innymi: biologię molekularną, biochemię, biofizykę, genomikę, proteomikę, transkryptomikę.

## Informacje ogólne
Instytut posiada prawo do nadawania stopnia naukowego doktora:
- w dziedzinie nauk ścisłych i przyrodniczych w dyscyplinie nauki biologiczne
- w dziedzinie nauk ścisłych i przyrodniczych w dyscyplinie nauki chemiczne

oraz stopnia naukowego doktora habilitowanego:
- w dziedzinie nauk ścisłych i przyrodniczych w dyscyplinie nauki biologiczne.

Od 1996 r. w IBB PAN funkcjonowało Studium Doktoranckie - Szkoła Biologii Molekularnej.  Obecnie doktoranci kształcą się w ramach powołanej w 2019 r. Szkoły Doktorskiej Biologii Molekularnej i Chemii Biologicznej. 

## Historia
Historia Instytutu Biochemii i Biofizyki Polskiej Akademii Nauk rozpoczęła się w lutym 1954 roku, kiedy Sekretariat Naukowy Prezydium Polskiej Akademii Nauk podjął uchwałę w sprawie utworzenia – z dniem 1 maja 1954 r. – Zakładu Biochemii PAN jako pomocniczej jednostki naukowo-badawczej. Zakład Biochemii PAN utworzono na bazie: Zakładu Biochemii Polskiego Zakładu Higieny, Zakładu Chemii Fizjologicznej Akademii Medycznej, Zakładu Mikrobiologii Akademii Medycznej oraz Zakładu Biochemii SGGW.  W styczniu 1956 r. Sekretariat Naukowy Prezydium Polskiej Akademii Nauk swoją uchwałą powołał Instytut Biochemii i Biofizyki jako samodzielną placówkę naukowo-badawczą Polskiej Akademii Nauk. Decyzję tę zatwierdziła Rada Ministrów w marcu 1957 r. Dyrektorem IBB PAN pozostał kierujący wcześniej Zakładem Biochemii PAN prof. dr Józef Heller. Struktura Instytutu obejmowała Zakład Biochemii Ewolucyjnej, Zakład Biochemii Roślin, Zakład Biochemii Klinicznej, Zakład Biochemii Genetycznej, Zakład Fizykochemii Biologicznej, Zakład Cytochemii, Zakład Biochemii Makromolekularnej i Zakład Biochemii Drobnoustrojów.
Pod koniec lat 50. IBB PAN zatrudniał 33 pracowników naukowych. Struktura organizacyjna Instytutu obejmowała 3 zakłady: Biochemii Ewolucyjnej, Biochemii Roślin i Biofizyki oraz 2 pracownie: Biochemii Drobnoustrojów i Biochemii Patologicznej (z siedzibą w Gdańsku). Od chwili utworzenia IBB PAN opublikowano 150 prac doświadczalnych.
W latach 60. rozproszone po różnych instytucjach zakłady i pracownie IBB PAN udało się przenieść do pomieszczeń wynajmowanych od mieszczącego się przy ulicy Rakowieckiej 36 Instytutu Przemysłu Fermentacyjnego. W  strukturze organizacyjnej IBB znajdowały się także Pracownia Biochemii Patologicznej w Gdańsku i Pracownia Alkaloidów w Poznaniu. Instytut podwoił liczbę pracowników naukowych do 66 (ogółem, łącznie z 10 doktorantami IBB zatrudniał 157 osób). 
Na początku lat 70. Instytut liczył ok. 80 pracowników naukowych, w tym 15 profesorów i docentów. W IBB rozwijane są metody spektroskopowe, biofizyczne, badany jest metabolizm i struktura kwasów nukleinowych. Jest to też okres wytężonej pracy organizacyjnej, związanej z tzw. „węzłowymi problemami badawczymi”. W latach 1971-1975 Instytut koordynował projekt węzłowy „Badania nad informacją genetyczną drobnoustrojów, u roślin i zwierząt”.
W latach 80., także w latach stanu wojennego, wielu pracowników IBB było zaangażowanych w aktywność podziemnych struktur opozycyjnych: KOR, „Solidarności” czy wydawnictw omijających cenzurę.
Najważniejszym wydarzeniem w historii Instytutu w latach 90. była przeprowadzka do nowo wybudowanej własnej siedziby przy ulicy Pawińskiego 5a. Łączna powierzchnia użytkowa nowego budynku  wyniosła 16 737 m2, prawie 7-krotnie więcej niż powierzchnia pomieszczeń przy ul. Rakowieckiej 36.
W 1991 r. rozpoczęła działalność Pracownia Sekwencjonowania DNA i Syntezy Oligonukleotydów, która jako pierwsza polska placówka udostępniła w 1999 r. serwis sekwencjonowania DNA i syntezy oligonukleotydów dla naukowców w całej Polsce. 
W 2001 i 2007 w Instytucie uruchomione zostały kolejne pracownie usługowo badawcze: Laboratorium Spektrometrii Mas (w 2001 r.) oraz Pracownia Mikroskopii Fluorescencyjnej (w 2007 r.). W 2012 r. do struktury IBB włączono Zakład Biologii Antarktyki PAN i IBB przejął odpowiedzialność za funkcjonowanie Polskiej Stacji Antarktycznej im. Henryka Arctowskiego na Wyspie Króla Jerzego (Antarktyka Zachodnia).
W 2024 r. struktura naukowa Instytutu obejmowała 40 zakładów i pracowni naukowych, 6 pracowni usługowo-naukowych. W IBB PAN zatrudnionych było około 250 pracowników, w tym ponad 180 w pionie naukowym i kształciło się ponad 110 doktorantów.

## Osoby związane z Instytutem

### Dyrektorzy
Instytutem Biochemii i Biofizyki PAN (a wcześniej Zakładem Biochemii i Biofizyki PAN) kierowali:
- 1954-1966: prof. dr hab. Józef Heller (założyciel IBB PAN)
- 1967-1972: prof. dr hab. Wacław Gajewski
- 1972-1981: prof. dr hab. Lech Wierzchowski
- 1981-1984: prof. dr hab. Andrzej Paszewski
- 1984-1987: prof. dr hab. Jerzy Buchowicz(inne języki)
- 1987-1990: prof. dr hab. Kazimierz Kleczkowski(inne języki)
- 1990-2007: prof. dr hab. Włodzimierz Zagórski-Ostoja
- 2007-2019: prof. dr hab. Piotr Zielenkiewicz(inne języki)
- od 2019: prof. dr hab. Jarosław Poznański(inne języki)